# Lipaugus streptophorus
Lipaugus streptophorus е вид птица от семейство Cotingidae.

## Разпространение
Видът е разпространен в Бразилия, Венецуела и Гвиана.